# Vilém Hnízdo
Vilém Hnízdo (* 11. června 1941 Holovousy) je bývalý český fotbalový útočník. Bydlí v Liberci.

## Hráčská kariéra
V československé lize odehrál za TJ ČKD Praha (dobový název Bohemians) pět utkání na podzim 1964, v nichž vstřelil jednu branku. Jediný prvoligový gól zaznamenal hned při svém debutu ve středu 12. srpna 1964 na hřišti Slovanu Teplice (prohra 1:2). Naposled se v nejvyšší soutěži objevil v sobotu 19. září téhož roku v domácím zápase proti SONP Kladno (nerozhodně 2:2). Ve II. lize hrál také za Jiskru/LIAZ Jablonec.

### Prvoligová bilance
| Ročník          | Zápasy | Góly | Minuty | Klub         |
| --------------- | ------ | ---- | ------ | ------------ |
| I. liga 1964/65 | 5      | 1    | 434    | TJ ČKD Praha |
| CELKEM I. LIGA  | 5      | 1    | 434    |              |